# Aarão Moisés
 Aarão Moisés  de nome completo Aarão Moisés Ben Zebi Hirsch Lwow (? — Lemberg) foi um escritor judeu de Lemberg, que em 1765 escreveu e publicou uma gramática hebraica intitulada: Ohel Moséh e também Shirah Hadashah outra gramática desta feita em verso, dividida em seis poemas com explicações em prosa publicado em Zolkiev, actual Zhovkva em 1764.